# 鵜浦博夫
鵜浦 博夫（うのうら ひろお、1949年（昭和24年）1月13日 - ）は、日本の実業家。日本電信電話株式会社（NTT）代表取締役社長を経て、同社相談役。石川県七尾市出身。
2018年（平成30年）に行なった総務省幹部への接待が後に問題となり、次期総務事務次官候補とされた谷脇康彦らが失脚する引き金となった（#違法接待問題）。

## 経歴
石川県立七尾高等学校、東京大学法学部卒業。1973年（昭和48年）4月、日本電信電話公社に入社。
2012年（平成24年）6月から2018年6月まで日本電信電話株式会社（NTT）代表取締役社長。
2018年6月、同社相談役へ退く。
携帯電話料金値下げを目指していた政府から取締役再任を拒否されたためとされる。
2018年7月には、産官学により創設されるキャッシュレス推進協議会会長に就任した。

## 違法接待問題
2018年9月4日に谷脇康彦総務省総合通信基盤局長に対し、NTTグループ関連会社のレストランで、総額30万2千円の接待をしたと、2021年3月3日に週刊文春に報じられ、NTTは「会食を行ったことは事実」とこれを認めた。NTTは総務大臣から事業計画などの認可を受けて経営されており、総務省幹部がNTT側から供応接待を受けることは、国家公務員倫理法に抵触する疑いがある。
NTT側からの接待は、他にも後任の澤田純や岩本敏男、北村亮太による分も発覚し、これを含めた報じられた3回合計の総額で58万円超、谷脇が受けた接待額は計17万円を超える計算になる。また谷脇は総務省に対して、必要な届出を出していなかった。
3月1日に衆院予算委で森山浩行議員から「東北新社以外の衛星放送各社、民放やNHK、あるいは通信会社の社長から接待を受けたことはありますか」と問われ、谷脇は「公務員倫理法に違反する接待を受けたということはございません」などと答えてきた。